# Les Finances du grand-duc

Les Finances du grand-duc (Die Finanzen des Großherzogs) est un film allemand de comédie réalisé par Friedrich Wilhelm Murnau, sorti en 1924.

## Synopsis
Le Grand-Duché d'Abacco, situé sur une petite île, est désespérément endetté ce qui fait que l'ensemble du duché est mis en gage au prêteur sur gages Marcowitz. Au moment du rappel pour rembourser la dette, le Grand-Duc ne fait que passer le temps en lançant des billets de son jardin à des enfants qui jouent dans l'eau. Le seul espoir d'améliorer la situation financière serait un mariage avec la grande-duchesse russe Olga, mais son frère s'oppose à e mariage. Dans cette situation, l'homme d'affaires Bekker apparaît et veut acheter une partie des terres du Grand-Duc afin d'y extraire du soufre. Au grand dam de son ministre des Finances, le Grand-Duc refuse, ne voulant pas voir ses sujets peiner dans une mine de soufre. Une lettre de la grande-duchesse Olga parvient inopinément au grand-duc. Elle y déclare qu'elle veut vraiment devenir grande-duchesse d'Abacco - bien qu'ils ne se soient jamais rencontrés - parce qu'elle a été impressionnée par le comportement d'abnégation du grand-duc pour sauver des naufragés. Elle promet de remettre de l'ordre dans les finances du Grand-Duc. Pendant ce temps, Herr Bekker, rejeté, incite quelques vauriens à une révolution contre le Grand-Duc.
De son côté, l'aventurier Phillip Collin rencontre le parlementaire prometteur M. Isaacs et apprend de lui que ses lettres d'amour à une belle femme sont entre les mains du maître chanteur Marcowitz. Collin propose de l'aider. Le Grand-Duc a également dû apprendre de son ministre des Finances qu'il avait secrètement apporté la lettre de la Grande-Duchesse à Marcowitz afin d'obtenir un délai de grâce pour rembourser la dette, et que Marcowitz a simplement gardé la lettre. Collin utilise une astuce pour attirer Marcowitz hors de la maison, monte et vole les lettres d'Isaacs et la lettre de la grande-duchesse, qu'il a découvertes par hasard, dont il laisse une copie rapidement faite chez Marcowitz. En récompense des lettres d'amour, Collin demande un prêt de 50 000 £ à Isaacs, Le Grand-Duc et son ministre des Finances se rendent secrètement sur le continent à la recherche de la Grande-Duchesse Olga. A leur départ, la nouvelle du rachat de 80 % de la dette nationale d'Abacco arrive, ce qui amuse beaucoup le Grand-Duc. Alors que Phillip Collin est assis dans un café de rue et qu'il est heureux de son coup d'État, une inconnue qui tente d'échapper à ses poursuivants se précipite vers lui . Il l'aide à se camoufler et découvre le lendemain que la femme est une riche noble.
Outre l'actualité boursière, les journaux de l'époque rapportent également le déclenchement d'une révolution à Abacco et la mystérieuse disparition du Grand-Duc. Alors que tout le monde est préoccupé par les développements, le Grand-Duc est amusé par la nouvelle, alors qu'il imagine le Marcowitz choqué se précipiter sur le continent pour au moins faire chanter sa lettre pour gagner de l'argent. Olga, Collins, le Grand-Duc et son ministre des Finances se sont rencontrés sous de fausses identités à l'hôtel et voyagent ensemble sur un bateau pour Abacco. Marcowitz, quant à lui, retourne sur l'île par le navire du grand-duc de Russie, dont il a eu accès grâce à la prétendue lettre de la grande-duchesse Olga. De retour au château, le grand-duc et Collin surprennent le président autoproclamé alors qu'il est sur le point de se remplir les poches de pièces de monnaie, le maîtrisant ainsi que les conspirateurs qui se précipitent. Cependant, Herr Bekker survient et, en assommant le Grand-Duc, tente encore d'empêcher la défaite de la révolution. Les conspirateurs se préparent à pendre le Grand-Duc. Olga les rejoint et apprend maintenant que son compagnon de voyage est le grand-duc bien-aimé. Elle propose de racheter sa liberté aux révolutionnaires. Puis son frère apparaît et veut que le Grand-Duc soit pendu parce qu'il a mis en gage la lettre d'amour de sa sœur. Olga décrit la lettre de Marcowitz comme un faux maladroit et Collin glisse secrètement l'original au Grand-Duc, avec lequel il peut réfuter l'accusation du grand-duc de Russie. Ce dernier ordonne maintenant le mariage immédiat et Collin porte un toast à son coup d'État réussi.

## Fiche technique
- Titre original : Die Finanzen des Großherzogs
- Titre français : Les Finances du grand-duc
- Réalisation : Friedrich Wilhelm Murnau
- Scénario : Thea von Harbou, d'après une nouvelle de Frank Heller
- Pays : Allemagne  République de Weimar

## Distribution
- Alfred Abel : Philipp Collins
- Mady Christians : la grande-duchesse Olga de Russie
- Adolphe Engers : Don Esteban Paqueno
- Julius Falkenstein : Ernst Isaacs
- Ilka Grüning : Augustine, la cuisinière
- Guido Herzfeld : Markowitz, un usurier
- Georg August Koch : le conspirateur dangereux
- Harry Liedtke : Don Roman XX, grand-duc d'Abacco
- Walter Rilla : Luis Hernandez
- Hans Hermann Schaufuss : le conspirateur bossu
- Robert Scholtz : le frère de la grande-duchesse
- Max Schreck : le conspirateur sinistre
- Hermann Vallentin : M. Binzer
- Balthasar von Campenhausen : l'aide